# Pommiers (Gard)
Pommiers település Franciaországban, Gard megyében. Lakosainak száma 57 fő (2022. január 1.). Pommiers Avèze, Molières-Cavaillac, Montdardier, Saint-Bresson, Saint-Laurent-le-Minier és Le Vigan községekkel határos.

## Népesség
A település népességének változása:
| Lakosok száma | 63   | 72   | 61   | 72   | 61   | 59   | 56   | 55   | 55   | 57   |
|               | 1968 | 1982 | 1990 | 2006 | 2013 | 2015 | 2017 | 2019 | 2020 | 2022 |